# Champagnat (Saône-et-Loire)
Pour les articles homonymes, voir Champagnat.
Champagnat est une commune française située dans le département de Saône-et-Loire, en région Bourgogne-Franche-Comté.

## Géographie
Champagnat se situe en Bresse louhannaise et sur le massif du Jura (Revermont).
Il se trouve dans l'aire d'attraction de Saint-Amour et dans le bassin de vie de cette ville, ainsi que dans la zone d'emploi de Lons-le-Saunier.

### Communes limitrophes
Les communes limitrophes sont  Chevreaux, Cuiseaux, Dommartin-lès-Cuiseaux, Joudes, Montagna-le-Reconduit et Véria.

### Géologie et relief
La superficie de la commune est de 13,18 km2 ; son altitude varie de 196  à   611 mètres.
Le point culminant de la commune est le mont Février, à 611 mètres d'altitude.
La partie est de la commune est établie sur les contreforts du Revermont. Le relief est assez escarpé, notamment dans les reculées de la Prouillat et de Vaux.

### Hydrographie

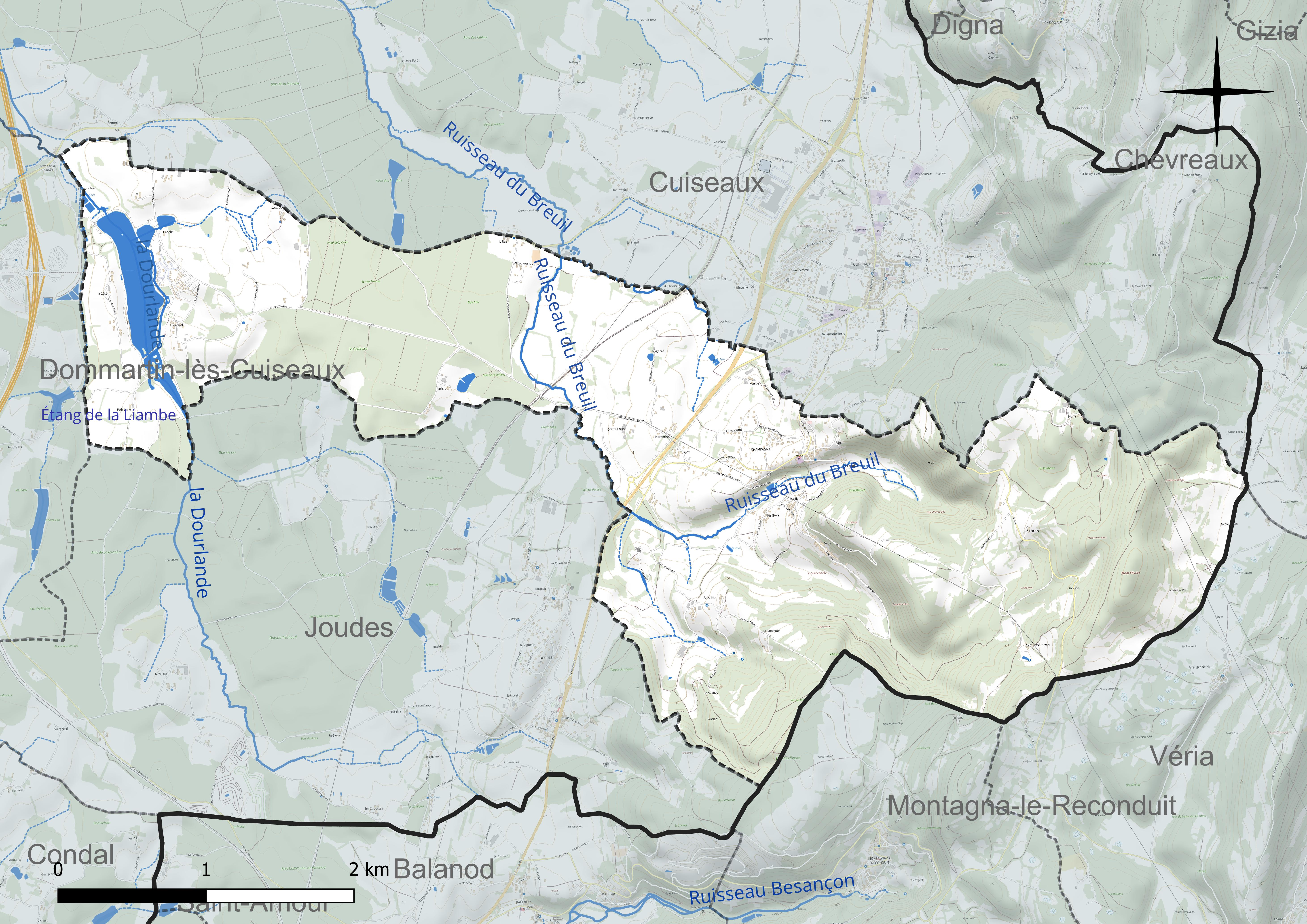
Carte hydrographique de la commune.

Un lac artificiel, l'étang de la Liambe ou de Louvarel, occupe le vallon du ruisseau de Louvarel dans un cadre très verdoyant.

### Climat
Pour des articles plus généraux, voir Climat de la Bourgogne-Franche-Comté et Climat de Saône-et-Loire.
En 2010, le climat de la commune est de type climat des marges montargnardes, selon une étude du Centre national de la recherche scientifique s'appuyant sur une série de données couvrant la période 1971-2000. En 2020, Météo-France publie une typologie des climats de la France métropolitaine dans laquelle la commune est exposée à un climat semi-continental et est dans la région climatique Bourgogne, vallée de la Saône, caractérisée par un bon ensoleillement (1 900 h/an), un été chaud (18,5 °C), un air sec au printemps et en été et des vents faibles.
Pour la période 1971-2000, la température annuelle moyenne est de 10,8 °C, avec une amplitude thermique annuelle de 17,3 °C. Le cumul annuel moyen de précipitations est de 1 265 mm, avec 12,9 jours de précipitations en janvier et 8,4 jours en juillet. Pour la période 1991-2020, la température moyenne annuelle observée sur la station météorologique de Météo-France la plus proche, « Pimorin », sur la commune de Pimorin à 10 km à vol d'oiseau, est de 10,0 °C et le cumul annuel moyen de précipitations est de 1 517,6 mm. 
La température maximale relevée sur cette station est de 39 °C, atteinte le 12 août 2003 ; la température minimale est de −26,5 °C, atteinte le 20 décembre 2009,,.
Les paramètres climatiques de la commune ont été estimés pour le milieu du siècle (2041-2070) selon différents scénarios d'émission de gaz à effet de serre à partir des nouvelles projections climatiques de référence DRIAS-2020. Ils sont consultables sur un site dédié publié par Météo-France en novembre 2022.

### Paysages
La partie ouest de la commune est occupée par un massif forestier se prolongeant sur les communes de Cuiseaux et Joudes.

## Urbanisme

### Typologie
Au 1er janvier 2024, Champagnat est catégorisée commune rurale à habitat dispersé, selon la nouvelle grille communale de densité à sept niveaux définie par l'Insee en 2022.
Elle est située hors unité urbaine. Par ailleurs la commune fait partie de l'aire d'attraction de Saint-Amour, dont elle est une commune de la couronne,. Cette aire, qui regroupe 7 communes, est catégorisée dans les aires de moins de 50 000 habitants,.

### Occupation des sols

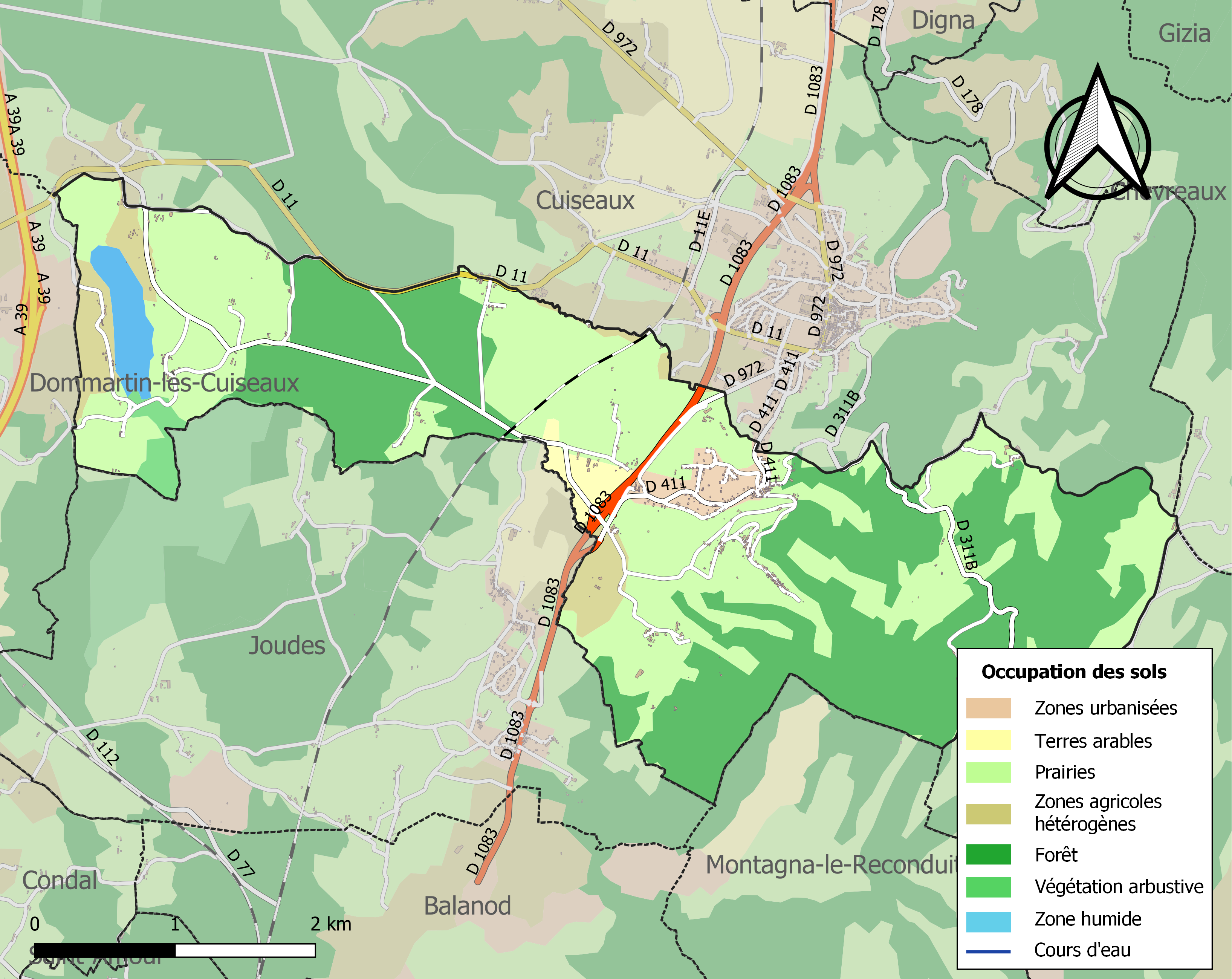
Carte des infrastructures et de l'occupation des sols de la commune en 2018 (CLC).

L'occupation des sols de la commune, telle qu'elle ressort de la base de données européenne d’occupation biophysique des sols Corine Land Cover (CLC), est marquée par l'importance des territoires agricoles (51,7 % en 2018), en diminution par rapport à 1990 (55,9 %). La répartition détaillée en 2018 est la suivante : prairies (45 %), forêts (42,7 %), zones agricoles hétérogènes (5,1 %), zones urbanisées (2,3 %), eaux continentales (1,9 %), terres arables (1,5 %), milieux à végétation arbustive et/ou herbacée (1,4 %). L'évolution de l’occupation des sols de la commune et de ses infrastructures peut être observée sur les différentes représentations cartographiques du territoire : la carte de Cassini (XVIIIe siècle), la carte d'état-major (1820-1866) et les cartes ou photos aériennes de l'IGN pour la période actuelle (1950 à aujourd'hui).

### Habitat et logement
En 2020, le nombre total de logements dans la commune était de 263, alors qu'il était de 257 en 2015 et de 253 en 2010.
Parmi ces logements, 81,7 % étaient des résidences principales, 12,9 % des résidences secondaires et 5,3 % des logements vacants. Ces logements étaient pour 97 % d'entre eux des maisons individuelles et pour 2,7 % des appartements.
Le tableau ci-dessous présente la typologie des logements à Champagnat en 2020 en comparaison avec celle de Saône-et-Loire et de la France entière. Une caractéristique marquante du parc de logements est ainsi une proportion de résidences secondaires et logements occasionnels (12,9 %) supérieure à celle du département (7,4 %) et à celle de la France entière (9,7 %).
| Typologie                                               | Champagnat | Saône-et-Loire | France entière |
| ------------------------------------------------------- | ---------- | -------------- | -------------- |
| Résidences principales (en %)                           | 81,7       | 82,3           | 82,1           |
| Résidences secondaires et logements occasionnels (en %) | 12,9       | 7,4            | 9,7            |
| Logements vacants (en %)                                | 5,3        | 10,2           | 8,2            |

## Histoire

### Temps modernes
Sous l'Ancien Régime, la localité dépend du diocèse de Saint-Claude (érigé en 1742).[réf. nécessaire]

### Révolution française et Empire
En 1801, la localité est rattachée au diocèse d'Autun[réf. nécessaire].

## Politique et administration

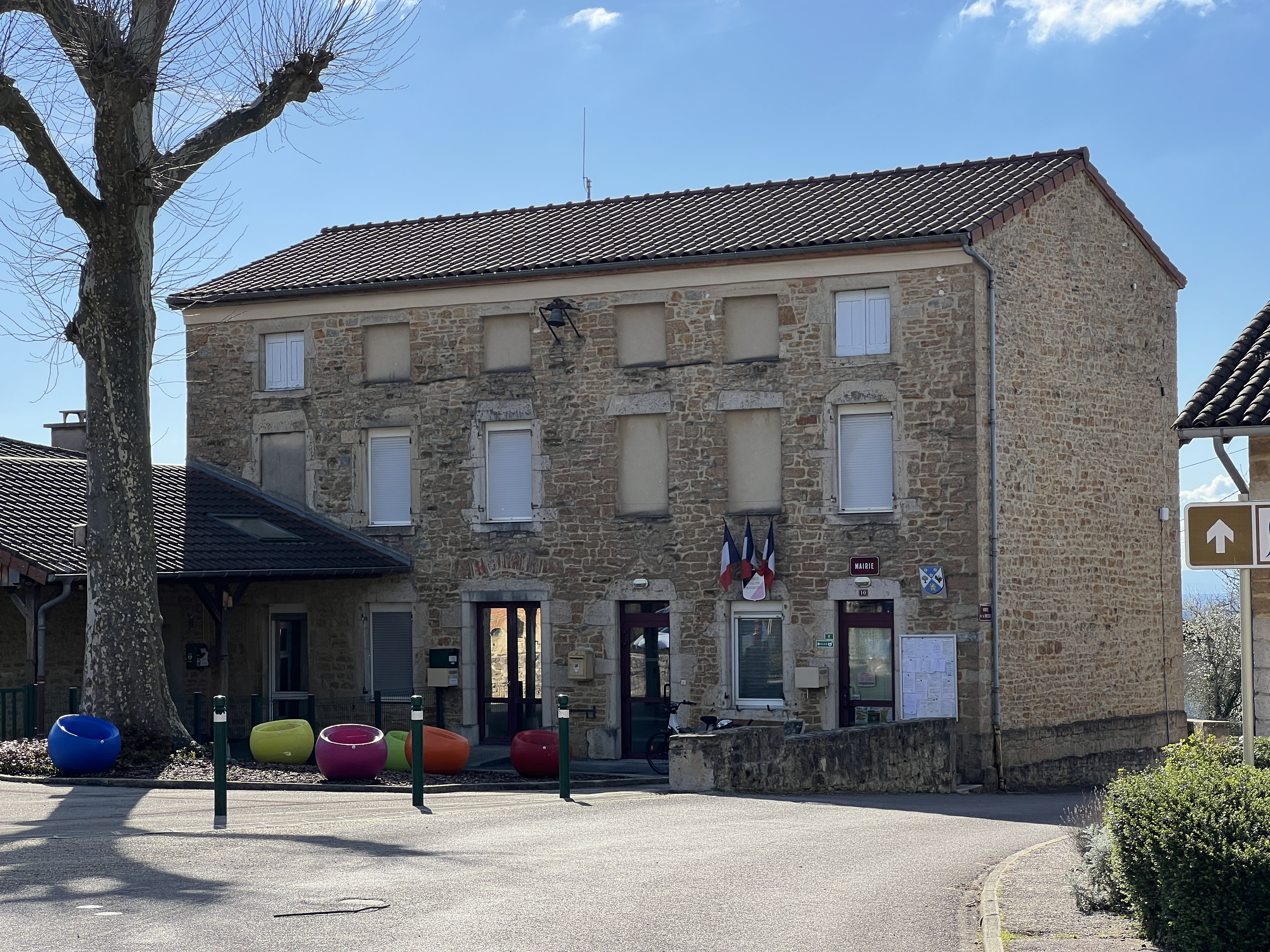
La mairie.

### Rattachements administratifs et électoraux

#### Rattachements administratifs
La commune se trouve depuis 1942 dans l'arrondissement de Louhans du département de la Saône-et-Loire
Elle faisait partie depuis 1793 du canton de Cuiseaux. Dans le cadre du redécoupage cantonal de 2014 en France, cette circonscription administrative territoriale a disparu, et le canton n'est plus qu'une circonscription électorale.

#### Rattachements électoraux
Pour les élections départementales, la commune fait partie depuis 2014 d'un nouveau canton de Cuiseaux, porté de 9 à 28 communes.
Pour l'élection des députés, elle fait partie de la quatrième circonscription de Saône-et-Loire.

### Intercommunalité
Champagnat était membre de la communauté de communes Cuiseaux Intercom, un établissement public de coopération intercommunale (EPCI) à fiscalité propre créé fin 1991 et auquel la commune avait transféré un certain nombre de ses compétences, dans les conditions déterminées par le code général des collectivités territoriales.
Dans le cadre des dispositions de la loi portant nouvelle organisation territoriale de la République du 7 août 2015, qui prévoit que les établissements publics de coopération intercommunale (EPCI) à fiscalité propre doivent avoir un minimum de 15 000 habitants, cette intercommunalité a fusionné avec sa voisine pour former, le 1er janvier 2017, la communauté de communes dénommée Bresse Louhannaise Intercom', dont est désormais membre la commune

### Tendances politiques et résultats

#### Élections présidentielles
Le village de Champagnat place en tête à l'issue du premier tour de l'élection présidentielle française de 2017, Marine Le Pen (RN) avec 31,01 % des suffrages. Mais lors du second tour, Emmanuel Macron (LaREM) est en tête avec 52,96 %.

#### Élections législatives
Le village de Champagnat faisant partie de la quatrième circonscription de Saône-et-Loire, place lors du 1er tour des élections législatives françaises de 2017, Cécile Untermaier (PS) avec 25,35 % ainsi que lors du second tour avec 67,86 % des suffrages.
Lors du 1er tour des élections législatives françaises de 2022, Cécile Untermaier (PS), députée sortante, arrive en tête avec 42,93 % des suffrages comme lors du second tour, avec cette fois-ci, 59,55 % des suffrages.

#### Élections régionales
Le village de Champagnat place la liste « Pour Une Région Qui Vous Protège » menée par Julien Odoul (RN) en tête, dès le 1er tour des élections régionales de 2021 en Bourgogne-Franche-Comté, avec 26,02 % des suffrages. Lors du second tour, les habitants décideront de placer la liste de « Notre Région Par Cœur » menée par Marie-Guite Dufay, présidente sortante (PS) en tête, avec cette fois-ci, près de 41,73 % des suffrages. Loin devant les autres listes menées par Gilles Platret (LR) en seconde position avec 25,98 %, Julien Odoul (RN), troisième avec 24,41 % et en dernière position celle de Denis Thuriot (LaREM) avec 7,87 %. Il est important de souligner une abstention record lors de ces élections qui n'ont pas épargné Le village de Champagnat avec lors du premier tour 61,78 % d'abstention et au second, 60,92 %.

#### Élections départementales
Le village de Champagnat faisant partie du canton de Cuiseaux place le binôme de Frédéric Cannard (DVG) et Sylvie Chambriat (DVG), en tête, dès le 1er tour des élections départementales de 2021 en Saône-et-Loire avec 63,04 % des suffrages. Lors du second tour, les habitants décideront de placer de nouveau le binôme de Frédéric Cannard (DVG) et Sylvie Chambriat (DVG), en tête, avec cette fois-ci, près de 67,97 % des suffrages. Devant l'autre binôme menée par Sébastien Fierimonte (DIV) et Carole Rivoire-Jacquinot (DIV) qui obtient 32,03 %. Il est important de souligner une abstention record lors de ces élections qui n'ont pas épargné le village de Champagnat avec lors du premier tour 59,48 % d'abstention et au second, 60,63 %.

### Liste des maires
| Période                                  | Période                        | Identité                  | Étiquette | Qualité                                                                   |
| ---------------------------------------- | ------------------------------ | ------------------------- | --------- | ------------------------------------------------------------------------- |
| Les données manquantes sont à compléter. |                                |                           |           |                                                                           |
| 1930                                     | 1977                           | Pierre de Truchis de Lays |           | Officier de la Légion d'honneur et de l'ordre national du Mérite          |
| mars 1989                                | mars 2008                      | Robert Labranche,         |           |                                                                           |
| mars 2008                                | avril 2014                     | Philipe Cabaud            |           |                                                                           |
| avril 2014                               | février 2023                   | Daniel Putin              |           | Éleveur de vaches blanches dans l’exploitation familiale Mort en fonction |
| avril 2023                               | En cours (au 30 novembre 2023) | Fabienne Buisson          |           | Profession intermédiaire de la santé et du travail social                 |

## Démographie
L'évolution du nombre d'habitants est connue à travers les recensements de la population effectués dans la commune depuis 1793. Pour les communes de moins de 10 000 habitants, une enquête de recensement portant sur toute la population est réalisée tous les cinq ans, les populations de référence des années intermédiaires étant quant à elles estimées par interpolation ou extrapolation. Pour la commune, le premier recensement exhaustif entrant dans le cadre du nouveau dispositif a été réalisé en 2005.

En 2022, la commune comptait 464 habitants, en évolution de +2,65 % par rapport à 2016 (Saône-et-Loire : −1,06 %, France hors Mayotte : +2,11 %).
| 1793 | 1800 | 1806 | 1821 | 1831 | 1836 | 1841 | 1846 | 1851 |
| ---- | ---- | ---- | ---- | ---- | ---- | ---- | ---- | ---- |
| 820  | 869  | 860  | 855  | 899  | 856  | 883  | 888  | 849  |

| 1856 | 1861 | 1866 | 1872 | 1876 | 1881 | 1886 | 1891 | 1896 |
| ---- | ---- | ---- | ---- | ---- | ---- | ---- | ---- | ---- |
| 829  | 798  | 807  | 803  | 811  | 749  | 766  | 735  | 723  |

| 1901 | 1906 | 1911 | 1921 | 1926 | 1931 | 1936 | 1946 | 1954 |
| ---- | ---- | ---- | ---- | ---- | ---- | ---- | ---- | ---- |
| 682  | 679  | 659  | 622  | 561  | 527  | 542  | 531  | 505  |

| 1962 | 1968 | 1975 | 1982 | 1990 | 1999 | 2005 | 2006 | 2010 |
| ---- | ---- | ---- | ---- | ---- | ---- | ---- | ---- | ---- |
| 483  | 533  | 512  | 508  | 497  | 484  | 496  | 508  | 496  |

| 2015 | 2020 | 2022 | - | - | - | - | - | - |
| ---- | ---- | ---- | - | - | - | - | - | - |
| 454  | 470  | 464  | - | - | - | - | - | - |

## Culture locale et patrimoine

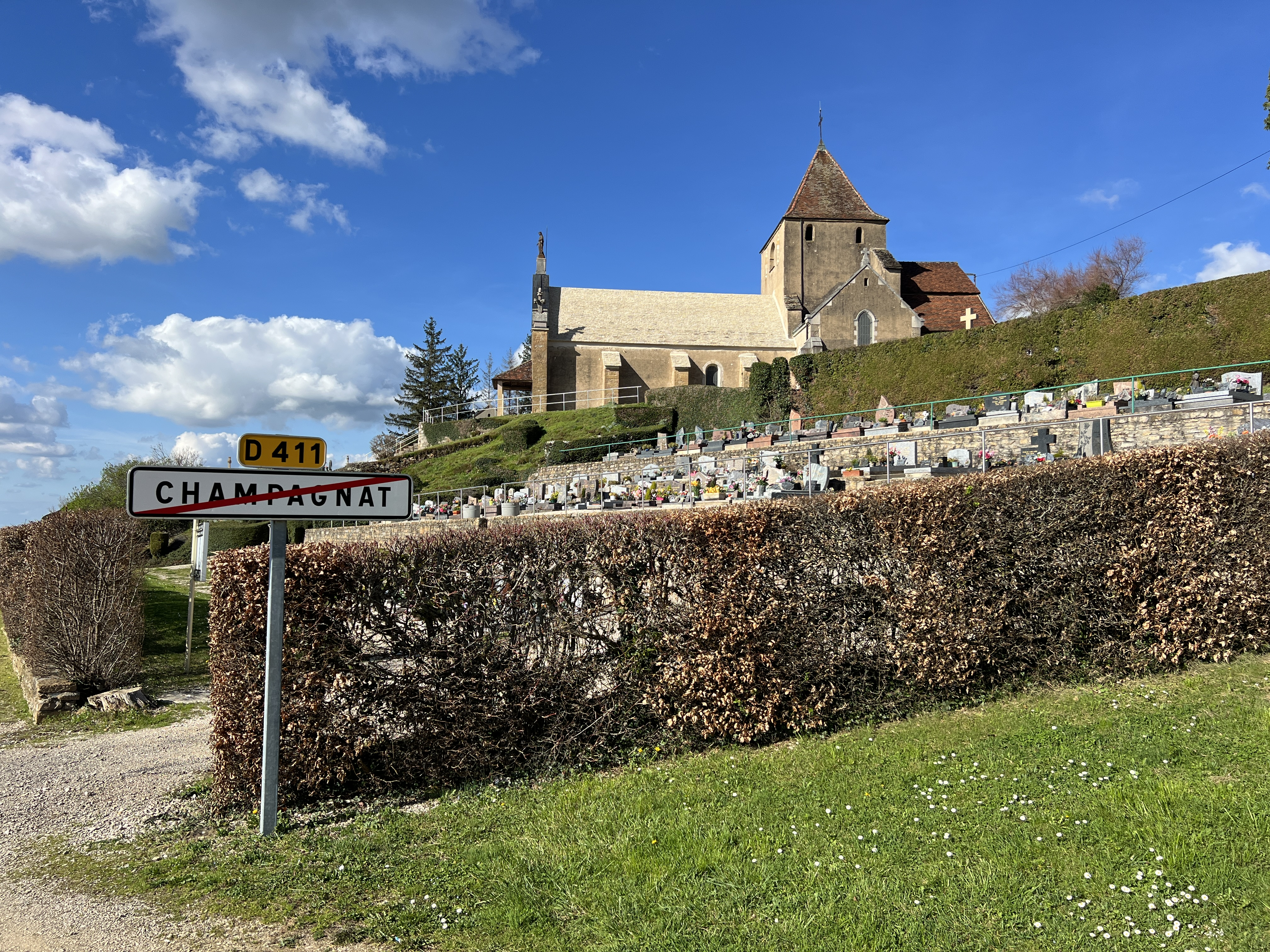
L'église et le cimetière.

### Lieux et monuments
- L'église, édifice gothique « montagnard » par l'esprit avec ses parois énormes et son fort clocher carré, dans laquelle on peut voir un Christ-aux-outrages (ou Christ au prétoire) peint par Pierre Puvis de Chavannes en 1858[28].
- Motte féodale du XIIe siècle.
- Monument aux morts près de l'église.
- Camping du Louvarel, offrant un séjour agréable au Plan d'eau avec espace baignade, pêche, skate-park, promenade[29]…

### Personnalités liées à la commune
- Pierre Puvis de Chavannes (1824-1898), peintre français considéré comme un précurseur du symbolisme, y est inhumé.

### Héraldique
| Blason de Champagnat | Blason  | Écartelé en sautoir : au 1er d'azur à trois molettes d'or, au 2e d'argent à un chêne au naturel, au 3e d'argent à une grappe de raisin de pourpre tigée, feuillée et vrillée au naturel, au 4e d'azur à un lion d'or. |
| Blason de Champagnat | Détails | Le statut officiel du blason reste à déterminer. |

## Pour approfondir